# I'm Specialized in You
I'm Specialized in You is een single van Time Bandits uit 1982.
Het nummer verscheen op het album Time Bandits in 1984. Alides Hidding schreef het nummer en Pim Koopman is producer. Hidding schrijft het nummer naar eigen zeggen in zeven minuten. 'Dat begon als grap. Ik dacht: laat ik ook eens iets doen wat lekker voortkabbelt.'

## Hitnotering

### Nederlandse Top 40
| Positie: | 20 | 10 | 3 | 2 | 2 | 3 | 4 | 10 | 25 | 40 | uit |

### NederlandseMega top 50
| Positie: | 20 | 14 | 8 | 4 | 2 | 2 | 3 | 5 | 7 | 21 | 31 | uit |

### VlaamseUltratop 50
| Positie: | 19 | 6 | 6 | 6 | 4 | 7 | 11 | 11 | 24 | uit |

### NPO Radio 2 Top 2000
| Nummer met noteringen in de NPO Radio 2 Top 2000 | '99  | '00  | '01  | '02  | '03  |
| ------------------------------------------------ | ---- | ---- | ---- | ---- | ---- |
| I'm Specialized in You                           | 1661 | 1610 | 1643 | 1791 | 1790 |

1. ↑  Een vetgedrukt getal geeft de hoogste notering aan.
2. ↑  Deze tabel is bijgewerkt tot en met de laatste editie (2024).